# Cantó de Bessèja
El cantó de Bessèja és un cantó del departament francès del Gard, situat al districte d'Alès. Té 5 municipis i el cap cantonal és Bessèja.

## Municipis

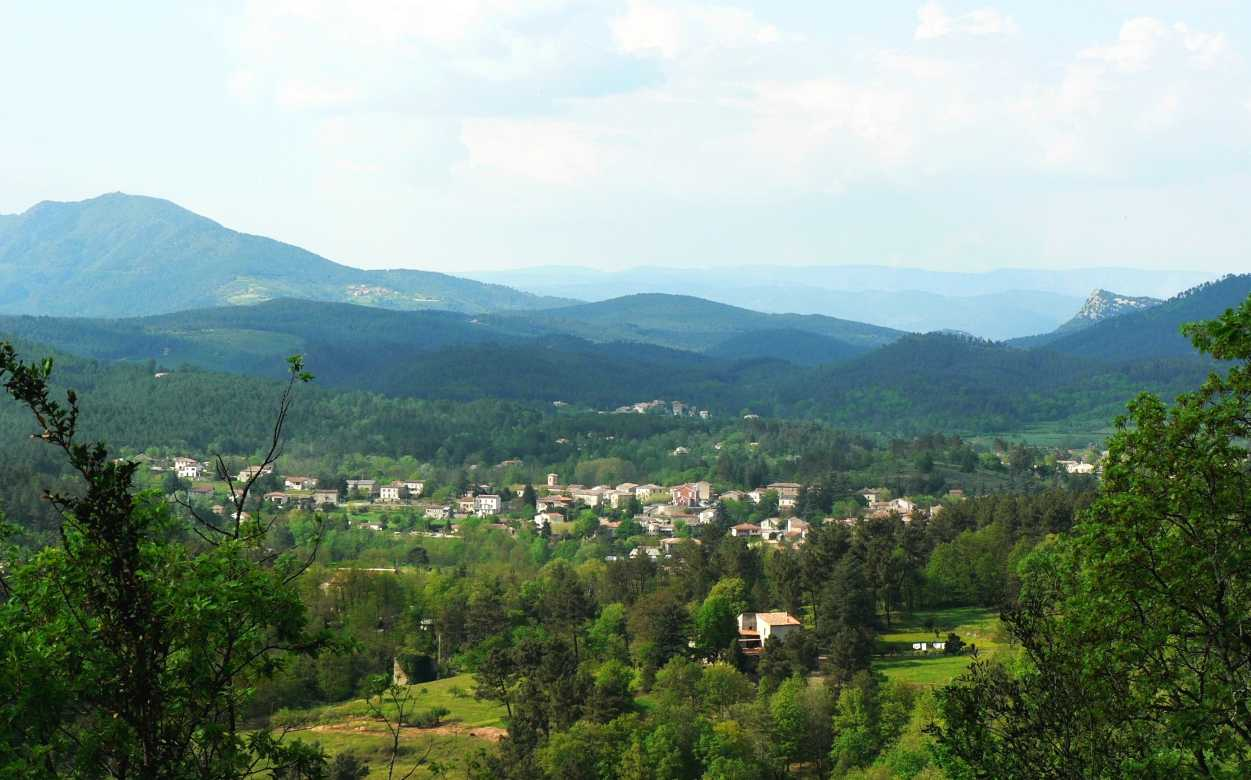
Vista de Gagnières

- Bessèja
- Bordesac
- Castilhon de Ganhièira
- Pèiramala
- Robiac e Ròca-sadola